# Frederick Edward Smith
Frederick „Fred“ Edward Smith (* 23. Juli 1920 in Springfield, Massachusetts; † 16. April 2012 in Woods Hole, Massachusetts) war ein US-amerikanischer Zoologe und Ökologe.
Fred Smith erwarb 1941 an der University of Massachusetts Amherst einen Bachelor in Biologie (Entomologie) und – nach abgebrochenem Studium der Medizin – 1950 bei George Evelyn Hutchinson an der Yale University einen Ph.D. in Zoologie.
1950 erhielt Smith eine erste Anstellung als Instructor an der University of Michigan, wo er bis zum Inhaber des Lehrstuhls für Tierwelt und Fischerei aufstieg. 1967 wechselte er an die Graduate School of Design at Harvard University, hier diente er 1981/82 als interimistischer Lehrstuhlinhaber für Landschaftsarchitektur. Smith ging 1982 im Alter von 62 Jahren in den Ruhestand. Er hinterließ nur spärliche Aufzeichnungen und widmete sich der Kunst und politischen und kulturellen Aufgaben.
Smith befasste sich zunächst vor allem mit „kleiner Ökologie“, der Bestimmung von Populationsgrößen und ihren Faktoren. Smith veröffentlichte 1960 gemeinsam mit Nelson G. Hairston und Lawrence B. Slobodkin den einflussreichen Fachartikel Community Structure, Population Control, and Competition über trophische Kaskaden. Spätestens ab seiner Zeit in Harvard beschäftigte sich Smith mehr mit Ökosystemen und der Übertragung seiner Erkenntnisse auf Städtebau und Landschaftsarchitektur.
1971 wurde Smith in die American Academy of Arts and Sciences gewählt. 1973/1974 war er Präsident der Ecological Society of America (ESA). Sein Lehrbuch General Zoology (mit Claude Villee und Warren Walker) erschien in mehreren Auflagen.
Er war seit 1945 mit Marguerite „Peggy“ Anderson verheiratet, die zwei Monate vor ihm starb.